# Erin Brockovich – Zűrös természet
Az Erin Brockovich – Zűrös természet (eredeti cím: Erin Brockovich ) 2000-ben bemutatott amerikai életrajzi film Julia Roberts főszereplésével. Valóságalappal rendelkezik: Erin Brockovich egyik furcsa ügyének dramatizálása, aki a Pacific Gas and Electric Company (PG&E) ellen harcol. Roberts ennek a filmnek köszönhetően több díjat is nyert, többek közt Oscar-díjat és Golden Globe-díjat legjobb női főszereplő kategóriában.

## Szereplők
| Színész             | Szerep             | Magyar hang      |
| ------------------- | ------------------ | ---------------- |
| Julia Roberts       | Erin Brockovich    | Tóth Enikő       |
| Albert Finney       | Ed Masry           | Rajhona Ádám     |
| Aaron Eckhart       | George             | Forgács Péter    |
| Marg Helgenberger   | Donna Jensen       | Tallós Rita      |
| Cherry Jones        | Pamela Duncan      | Bessenyei Emma   |
| Scarlett Pomers     | Shanna Jensen      | n.a              |
| Michael Harney      | Pete Jensen        | Tarján Péter     |
| Veanne Cox          | Theresa Dallavale  | Ullmann Zsuzsa   |
| Conchata Ferrell    | Brenda             | Kocsis Mariann   |
| Gina Gallego        | Ms. Sanchez        | n.a              |
| T. J. Thyne         | David Foil         | Seszták Szabolcs |
| Tracey Walter       | Charles Embry      | Balázsi Gyula    |
| Peter Coyote        | Kurt Potter        | Végvári Tamás    |
| David Brisbin       | Dr. Jaffe          | Várday Zoltán    |
| Dawn Didawick       | Rosalind           | Némedi Mari      |
| Valente Rodriguez   | Donald             | n.a              |
| Irene Olga López    | Mrs. Morales       | Bokor Ildikó     |
| Scotty Leavenworth  | Matthew Brockovich | Borbíró András   |
| Gemmenne de la Peña | Katie Brockovich   | Lamboni Anna     |

további magyar hangok: Bognár Gyöngyvér, Breyer Zoltán, Welker Gábor, Rosta Sándor, Rácz Kati, Sörös Sándor, Izsóf Vilmos, Katona Zoltán, Varga Tamás, Benkő Márta, Móni Ottó, Tóth G. Zoltán

## Díjak és jelölések
- Golden Globe-díj (2001) – Legjobb színésznő – drámai kategória: Julia Roberts
- Oscar-díj (2001) – Legjobb női alakítás: Julia Roberts
- BAFTA-díj (2001) – Legjobb női alakítás: Julia Roberts
- Golden Globe-díj (2001) – Legjobb film – drámai kategória jelölés
- Golden Globe-díj (2001) – Legjobb férfi mellékszereplő jelölés: Albert Finney
- Oscar-díj (2001) – Legjobb rendező jelölés: Steven Soderbergh
- Oscar-díj (2001) – Legjobb film jelölés: Danny DeVito
- Oscar-díj (2001) – Legjobb eredeti forgatókönyv jelölés: Susannah Grant
- Oscar-díj (2001) – Legjobb film jelölés: Stacey Sher
- BAFTA-díj (2001) – Legjobb férfi mellékszereplő jelölés: Albert Finney
- Golden Globe-díj (2001) – Legjobb rendező jelölés: Steven Soderbergh
- Európai Filmdíj (2000) – Legjobb nem európai film jelölés: Steven Soderbergh
- BAFTA-díj (2001) – Legjobb rendező jelölés: Steven Soderbergh
- BAFTA-díj (2001) – Legjobb film jelölés: Danny DeVito
- BAFTA-díj (2001) – Legjobb eredeti forgatókönyv jelölés: Susannah Grant
- BAFTA-díj (2001) – Legjobb film jelölés: Stacey Sher
- BAFTA-díj (2001) – Legjobb vágás jelölés: Anne V. Coates
- Oscar-díj (2001) – Legjobb férfi mellékszereplő jelölés: Albert Finney